# Graham Leggat
Graham Leggat (20 de juny de 1934 - 29 d'agost de 2015) fou un futbolista escocès de la dècada de 1950.
Fou internacional amb la selecció d'Escòcia amb la qual participà en la Copa del Món de futbol de 1958, i amb la selecció de la lliga escocesa. Pel que fa a clubs, defensà els colors de Aberdeen FC, Fulham FC, Birmingham, Rotherham i Bromsgrove Rovers.
Posteriorment emigrà al Canadà on fou entrenador de Toronto Metros.